# Luís Manuel de Oliveira Mendes
Luís Manuel de Oliveira Mendes (nascido Luiz Manoel de Oliveira Mendes, segundo a grafia da época), primeiro e único barão de Traripe, (? — Bahia, 18 de novembro de 1876) foi um nobre brasileiro.
Casou-se com Ana Constança Pinto de Almeida Mendes. Foi tesoureiro da Alfândega da Bahia. Agraciado barão em 14 de março de 1860, era dignitário da Imperial Ordem do Cruzeiro, comendador da Imperial Ordem de Cristo e cavaleiro da Imperial Ordem da Rosa.